# Когнітивна психотерапія
Когнітивна психотерапія, або когнітивна терапія (англ. Cognitive therapy) — поширена форма психотерапії, заснована на припущенні, що в основі психологічних проблем і психічних розладів людини лежать помилки мислення, і спрямована на зміну нелогічних або недоцільних думок і переконань людини, а також дисфункціональних стереотипів її мислення і сприйняття. В ході когнітивної психотерапії пацієнт вчиться вирішувати проблеми і знаходити виходи із ситуацій, що перше здавалися йому непереборними, при цьому він переосмислює і коригує своє мислення. Когнітивний терапевт допомагає пацієнтові вчитися мислити і діяти більш реалістично і адаптивно, тим самим усуваючи симптоми, що турбують його.
Когнітивна терапія являє собою директивний, структурований, орієнтований на мішені підхід, заснований на когнітивній моделі тих чи інших психічних розладів або дисфункціональної поведінки і об'єднує в собі безліч технік — власних і запозичених у інших психотерапевтичних підходів: гештальт-терапії, психодрами, поведінкової та клієнт центрованої терапії. Для когнітивної терапії характерні ретельна експериментальна перевірка всіх теоретичних побудов, на яких засновані її терапевтичні принципи, і ретельна оцінка її ефективності.
Від психоаналітичної терапії когнітивну терапію відрізняє, зокрема, те, що її зміст визначається проблемами «тут і зараз». Когнітивні терапевти, на відміну від психоаналітиків, не надають великого значення дитячим спогадам пацієнта (якщо тільки вони не допомагають прояснити поточні спостереження); головне для когнітивного терапевта — дослідити, що думає і що відчуває пацієнт під час психотерапевтичної сесії і в перервах між сесіями. Від поведінкової психотерапії когнітивну психотерапію відрізняє більша увага до внутрішнього (психічного) досвіду пацієнта, його думок, почуттів, бажань, фантазій і установок.
Когнітивній психотерапії властива висока ефективність при різних психічних розладах, підтверджена багатьма дослідженнями. Для кожної нозологічної групи в рамках когнітивної психотерапії існує психологічна модель, що дозволяє описати специфіку порушень, і для кожної нозологічної групи описані мішені, етапи і техніки психотерапії. При цьому когнітивна терапія характеризується короткостроковістю (від 20-30 сесій) і економічністю, що вигідно відрізняє її від психоаналізу. Навіть при глибоких проблемах кількість сесій не надто велика, і лікування при глибоких проблемах може займати рік-два, а не кілька років, як в психоаналізі. Проте, хоча існує поширена думка про приземленість і утилітарність когнітивної терапії, в дійсності їй властива екзистенціальна орієнтація, що проявляється в спрямованості на з'ясування і аналіз глибинних уявлень людини про світ.
Когнітивну психотерапію можна застосовувати в найрізноманітніших умовах — амбулаторних і клінічних — і застосовувати в різних формах: можливі такі її варіанти, як індивідуальна когнітивна психотерапія, групова, подружня або сімейна. Когнітивна психотерапія може бути короткостроковою (наприклад, 15-20 сеансів при тривожних розладах) або довгостроковою (наприклад, при особистісних розладах — 1-2 роки).
Основу когнітивної психотерапії в 1960-х роках заклали праці Аарона Бека, що також дали поштовх розвитку когнітивного підходу в психології. Когнітивна психотерапія широко визнана в науковому товаристві. На основі когнітивної психотерапії і поведінкової психотерапії була розроблена комплексна когнітивно-поведінкова психотерапія, в даний час має дуже широке застосування в клінічній практиці
Дуже близькою до когнітивної психотерапії є раціонально-емоційна терапія Альберта Елліса. У деяких джерелах терапія Бека і терапія Елліса розглядаються як два підвиди когнітивної психотерапії. Також до когнітивної терапії відносять когнітивно-поведінкову модифікацію Дональда Мейхенбаума, мультимодальну терапію Арнольда Лазаруса. Когнітивна терапія може застосовуватися для роботи з групами пацієнтів (див. Групова психотерапія) і в якості варіанту сімейної терапії.